# Kościół św. Józefa w Tarxien
Kościół świętego Józefa (malt. Il-knisja ta’ San Ġużepp, ang. Saint Joseph Church), znany też pod drugim wezwaniem Niepokalanego Poczęcia Matki Bożej (malt. L-Immakulata Kunċizzjoni, ang. Church of Immaculate Conception) – rzymskokatolicki kościół w Tarxien na Malcie.

## Historia
Ten mały kościół zbudowany został przez ks. Francisa Caruanę (1818–1895) w 1875. Po jego śmierci Zgromadzenie Misjonarzy Afryki objęło w posiadanie kościółek i posesję wokół niego. W 1902 całość zakupiona została przez Siostry Miłosierdzia (ang. Sisters of Divine Charity), zgromadzenie założone przez s. Joannę Thouret. Wtedy też kościół uzyskał drugie wezwanie Niepokalanego Poczęcia Najświętszej Maryi Panny.

## Architektura

### Wygląd zewnętrzny
Fasada kościółka podniesiona jest na cokole. Centralnie umieszczone w niej wejście okolone jest prostym portalem z płaskim prostokątnym daszkiem. Bezpośrednio nad nim znajduje się łukowata nisza z figurą św. Józefa z dzieckiem na ręku, dzieło Vincenzo Bonniciego z Senglei. Po bokach niszy dwa duże owalne okna z ozdobnymi kratami, doświetlające wnętrze. Ponad wszystkim znajduje się duży gzyms, który podtrzymuje ciężar dwóch kulistych urn i wysokiego płaskiego postumentu, na którym ustawiony jest krzyż. Z boku za fasadą widać kwadratową dzwonnicę z czterema małymi dzwonkami. 

### Wnętrze
W kościele znajduje się jeden ołtarz. Pierwotnie był tam obraz Święta Rodzina pędzla Guze Bonniciego (1834-1900). Dziś znajduje się on w domu zakonnym Sióstr Miłosierdzia w Birżebbuġa. Obraz ten zastąpiony został przez inny, przedstawiający Matkę Bożą z Lourdes.

Lunety sklepienia budynku świątyni ozdobione zostały w 1984 przez malarza Paula Camilleri Cauchiego. Dziewięć malowideł przedstawia sceny z życia Dziewicy Maryi, a także św. Efrema, bł. Dunsa Szkota, papieża Piusa IX i św. Maksymiliana Kolbe.

## Kościół dzisiaj
Obecnie kościół jest pod opieką Zgromadzenia Sióstr Miłosierdzia.

## Ochrona dziedzictwa kulturowego
Budynek kościoła umieszczony jest na liście National Inventory of the Cultural Property of the Maltese Islands pod nr. 2051.